# Eiichirō Oda
Eiichirō Oda (尾田 栄一郎?, Oda Eiichirō; Kumamoto, 1º gennaio 1975) è un fumettista giapponese.

Firma di Eiichirō Oda

La sua notorietà è principalmente dovuta al manga One Piece, iniziato nel 1997.
Grazie alla sua opera Oda detiene il titolo di autore del manga più venduto nella storia, con più di mezzo miliardo di copie in tutto il mondo. Dal suo lavoro è stata tratta anche una serie anime di successo e un adattamento in live Action. La popolarità di One Piece lo ha reso uno dei mangaka che hanno cambiato il mondo del fumetto giapponese.
Eiichirō Oda è sposato con Chiaki Inaba (稲葉ちあき, Inaba Chiaki) dal 7 novembre 2004. Sono i genitori di due figlie nate rispettivamente nel 2005 e nel 2009. 
Oda ha incontrato Chiaki Inaba, modella, attrice et tarento, alla fine del 2003 durante il festival Jump Festa 2004.

## Gioventù
Da bambino Oda era ispirato dai lavori di Akira Toriyama e aspirava a diventare un artista di manga. Ricorda che probabilmente il suo interesse per i pirati è nato dalla visione della famosa serie animata Vicky il vichingo. Ha anche creato un personaggio di nome Pandaman in onore del classico manga di wrestling Kinnikuman del duo Yudetamago. Pandaman non venne usato solo in un capitolo di quell'opera, ma appare continuamente come cameo all'interno di quella di Oda.
Eiichirō Oda è sposato con Chiaki Inaba (稲葉ちあき, Inaba Chiaki), ex modella, attrice et tarento. Oda ha incontrato Inaba alla fine del 2003. Nel 2003, il festival Jump Festa 2004 ha presentato lo spettacolo teatrale "Operation Luffy Pirates Destruction" (ルフィ海賊団壊滅作戦, Rufi kaizoku-dan kaimetsu sakusen) della serie di spettacoli teatrali su One Piece "ONE PIECE: Spectacle Stage" (ワンピーススペクタクルステージ, Wanpīsu supekutakuru sutēji). In queste fasi Inaba ha interpretato Nami. Dopo questo incontro nel 2003, Oda e Chiaki Inaba, rispettivamente di 28 e 25 anni, si sono frequentati per quasi un anno. Eiichirō Oda ha sposato Chiaki Inaba il 7 novembre 2004.
A metà del 2005, Chiaki Inaba dà alla luce una bambina, la prima figlia di Eiichirō Oda. Oda e sua moglie hanno avuto una seconda figlia nel 2009.
Le tre vivono in un'opulenta casa, acquistata poco dopo la nascita della prima figlia nel 2006, nel quartiere di Jiyugaoka (自由が丘, Jiyūgaoka), nel sud di Meguro e fanno visita a Oda, che vive altrove, circa una volta a settimana. Prima del suo matrimonio con Inaba nel 2004, la sua casa si trovava a Nerima, una città suburbana nell'area metropolitana di Tokyo.
I quattro vanno in vacanza insieme una volta all'anno.

## Carriera
A 17 anni Oda scrisse la sua prima opera, Wanted!, con la quale vinse diversi premi, compreso un secondo posto al rinomato Premio culturale Osamu Tezuka. Questo gli garantì un posto di lavoro per la rivista Weekly Shōnen Jump, lavorando inizialmente come assistente di Shinobu Kaitani nella serie Suizan Police Gang e successivamente di Masaya Tokuhiro nelle serie Jungle King Tar-chan e Mizu no Tomodachi Kappaman, da cui risulta notevolmente influenzato sotto l'aspetto artistico. A 19 anni lavorò come assistente di Nobuhiro Watsuki nella realizzazione della serie Kenshin - Samurai vagabondo, prima di vincere il Hop Step Award per nuovi artisti. Watsuki gli ha anche accreditato la realizzazione del personaggio Kamatari Honjo che appare in Kenshin Samurai vagabondo. In questo periodo disegna due storie brevi incentrate sul mondo dei pirati e intitolate Romance Dawn che debuttano su Akamaru Jump e su Shonen Jump tra la fine del 1996 e l'inizio del 1997. In Romance Dawn il protagonista è Monkey D. Rufy, che sarebbe poi diventato anche il protagonista di One Piece.
Nel 1997 One Piece fece la sua prima apparizione su Weekly Shōnen Jump, diventando velocemente uno dei manga più apprezzati in Giappone. In un sondaggio condotto nel 2008 dall'azienda di ricerca marketing Oricon, Oda è stato nominato quarto mangaka preferito dai giapponesi. Occupa tale posizione insieme a Yoshihiro Togashi, autore di Yu degli spettri e di Hunter × Hunter.

## Opere
- One Piece (1997-in corso)
- One Piece Wanted! (1998, collezione delle storie brevi sotto)
  - Wanted! (1992)
  - God's Present for the Future (1993)
  - Ikki Yakou (1993)
  - Monsters (1994)
  - Romance Dawn (seconda versione, 1996)
- Cross Epoch (クロスエポック?, Kurosu Epokku) (2007, crossover one-shot tra One Piece e Dragon Ball in collaborazione con Akira Toriyama)
- One Piece × Toriko (2011, crossover one-shot tra One Piece e Toriko in collaborazione con Mitsutoshi Shimabukuro)